# Samedi (roman)
Pour les articles homonymes, voir Samedi (homonymie).
Samedi (Saturday) (Gallimard, 2006) est un roman de l’auteur britannique Ian McEwan.

## Résumé
Le roman retrace la journée d’un neurochirurgien londonien de 48 ans nommé Henry Perowne. Le récit se situe à Fitzrovia, dans un quartier central de Londres, le samedi 15 février 2003, dans le contexte d’une énorme manifestation contre la guerre d'Irak. Perowne avait prévu pour sa journée une série d’activités et de loisirs qui devait s’achever par un dîner en famille ; toutefois, son programme va être perturbé par l’irruption de la violence dans son univers protégé. « Henry aura beau tenter de reprendre le fil de sa journée, ses vieux démons et le chaos du monde le rattraperont sans cesse durant ces vingt-quatre heures, au terme desquelles plus rien ne sera jamais comme avant. » (présentation de l’éditeur)

## Accueil critique
Dans un article très élogieux (New York Times, 18 mars 2005), l’auteur et lauréat du prix Pulitzer Michiko Kakutani écrit au sujet de Samedi : « Non seulement Mr. McEwan a créé l’une des œuvres de fiction "post-11-septembre" les plus puissantes, mais il a aussi accompli la toute première mission du roman : montrer comment nous – quelques privilégiés parmi nous, en tout cas – nous vivons aujourd'hui. »